# وی‌اس‌سی‌او
وی‌اس‌سی‌او (انگلیسی: VSCO) یک اپ موبایل ویژه عکسبرداری است که تاکنون برای سیستم عامل‌های اندروید و آی‌اواس ارائه شده‌است. این برنامه توسط جوئل فلوری و گرگ لوتزه ساخته شده‌است. نرم‌افزار وی‌اس‌سی‌او به کاربران اجازه می‌دهد که در چارچوب محیط نرم‌افزار به عکس گرفتن بپردازند، آن‌ها را ویرایش کنند و از فیلترها و ابزارهای ویرایشی بهره بگیرند.